# Teoria întregului
Teoria întregului este o teorie care ar putea uni cele patru forțe care domină Universul: forța nucleară slabă, forța nucleară tare, electromagnetismul și gravitația. Albert Einstein și mulți alți fizicieni s-au gândit cum ar putea să creeze un enunț, care să explice toate modificările ce se petrec în Univers.